# 1970
1970 (MCMLXX) je bilo navadno leto, ki se je po gregorijanskem koledarju začelo na četrtek.

## Dogodki
- 5. januar -  Potres magnitude 7,7 po Richterjevi lestvici v Yunnanu, Ljudska republika Kitajska, zahteva 15.621 žrtev.
- 12. januar - s kapitulacijo Biafre se konča državljanska vojna v Nigeriji.
- 11. februar - raketa Lambda-4 ponese v vesolje prvi japonski satelit, Ōsumi.
- 13. februar - izide album Black Sabbath skupine Black Sabbath, ki velja prvi pravi heavy metal album.
- 23. februar - Gvajana postane republika.
- 2. marec - Rodezija razglasi neodvisnost od Združenega kraljestva.
- 5. marec - v veljavo stopi pogodba o neširjenju jedrskega orožja.
- 15. marec - otvoritev svetovne razstave Expo '70 v Osaki na Japonskem.
- 19. marec - v Erfurtu (NDR) se prvič sestaneta vzhodnonemški predsednik ministrskega sveta Willi Stoph in zahodnonemški kancler Willy Brandt ter začneta proces normalizacije odnosov med državama.
- 10. april - Paul McCartney oznani razpad skupine The Beatles in izid svojega prvega samostojnega albuma.
- 11. – 17. april - program Apollo: trije ameriški astronavti poletijo na odpravo Apollo 13 proti Luni, a morajo cilj zaradi eksplozije v servisnem modulu opustiti; kljub temu na koncu varno pristanejo v Tihem oceanu.
- 22. april - v ZDA prvič obeležijo dan Zemlje.
- 24. april - Ljudska republika Kitajska izstreli svoj prvi satelit, Dong Fang Hong 1.
- 29. april - vietnamska vojna: ameriške in južnovietnamske sile vdrejo v Kambodžo v lovu na Vietkongovce, kar sproži obsežne protivojne proteste v ZDA.
- 17. maj - Thor Heyerdahl odrine iz Maroka z ladjo Ra II iz papirusa na pot preko Atlantika.
- 24. maj - Sovjetska zveza prične na polotoku Kola z znanstvenim projektom vrtanja najgloblje vrtine na svetu.
- 31. maj - podvodni potres pred obalo Peruja sproži plaz, ki pod seboj pokoplje mesto Yungay, pri čemer umre več deset tisoč ljudi.
- 4. junij - Tonga postane neodvisna država.
- 21. junij - svetovno prvenstvo v nogometu se konča z zmago brazilske nogometne reprezentance.
- 11. julij - prvi predor pod Pireneji poveže Aragnouet v Franciji in Bielso v Španiji.
- 21. julij - po desetih letih gradnje je končan Asuanski visoki jez v Egiptu.
- 1. september - poskus atentata na jordanskega kralja Huseina sproži serijo nasilnih dogodkov, znanih pod skupnim imenom črni september.
- 20. september - sovjetska sonda Luna 16 pristane na Luni, zbere vzorce in poleti nazaj proti Zemlji.
- 28. september - Anvar Sadat prevzame začasno oblast v Egiptu po Naserjevi smrti.
- 10. oktober - Fidži postane neodvisna država.
- 17. oktober - v skladu z rezultati referenduma postane Anvar Sadat predsednik Egipta.
- 24. oktober - socialist Salvador Allende je izvoljen za predsednika Čila.
- 30. oktober - najhujši monsun po več letih prizadene Vietnam, zahteva nekaj sto življenj in praktično ustavi vietnamsko vojno.
- 13. november - 
  - Hafez al Asad pride z državnim udarom znotraj vladajoče stranke na oblast v Siriji.
  - močan tropski ciklon doseže gosto naseljen izliv Gangesa v Vzhodnem Pakistanu (danes Bangladeš) in zahteva okrog pol milijona življenj.
- 7. december - Generalna skupščina OZN podpre osamitev Južne Afrike zaradi politike apartheida.
- 23. december - severni stolp World Trade Centra postane najvišja stavba na svetu.

## Svetovna populacija
| Svetovna populacija | Svetovna populacija | Svetovna populacija | Svetovna populacija | Svetovna populacija | Svetovna populacija | Svetovna populacija |
|                     | 1970                | 1965                | 1965                | 1975                | 1975                |                     |
| ------------------- | ------------------- | ------------------- | ------------------- | ------------------- | ------------------- | ------------------- |
| Svet                | 3,692,492,000       | 3,334,874,000       | 357,618,000         | 4,068,109,000       | 375,617,000         |                     |
| Afrika              | 357,283,000         | 313,744,000         | 43,539,000          | 408,160,000         | 50,877,000          |                     |
| Azija               | 2,143,118,000       | 1,899,424,000       | 243,694,000         | 2,397,512,000       | 254,394,000         |                     |
| Evropa              | 655,855,000         | 634,026,000         | 21,829,000          | 675,542,000         | 19,687,000          |                     |
| Južna Amerika       | 284,856,000         | 250,452,000         | 34,404,000          | 321,906,000         | 37,050,000          |                     |
| Severna Amerika     | 231,937,000         | 219,570,000         | 12,367,000          | 243,425,000         | 11,488,000          |                     |
| Oceanija            | 19,443,000          | 17,657,000          | 1,786,000           | 21,564,000          | 2,121,000           |                     |

## Rojstva
- 3. januar - Msgr. Mitja Leskovar, slovenski rimokatoliški nadškof in diplomat in apostolski nuncij
- 11. januar - Gregor Čušin, slovenski igralec, dramatik, režiser
- 13. januar - Marco Pantani, italijanski kolesar († 2004)
- 16. januar - František Jež, češki smučarski skakalec
- 28. januar - Jernej Kuntner, slovenski igralec
- 8. februar - Nataša Prah, slovenska diplomatka
- 5. marec - John Frusciante, ameriški kitarist
- 11. april - Tomaž Vnuk, slovenski hokejist
- 22. april - Marinko Galič, slovenski nogometaš
- 25. april - Jason Lee, ameriški rolkar in igralec
- 28. april - Nicklas Lidström, švedski hokejist
- 29. april - Andre Agassi, ameriški tenisač
- 30. april - Berto Camlek, slovenski motociklistični dirkač († 2015)
- 16. maj - Gabriela Sabatini, argentinska tenisačica
- 21. maj - Brigita Bukovec, slovenska atletinja
- 22. maj - Naomi Campbell, angleški supermodel, pevka, igralka in modna oblikovalka
- 4. junij - Deborah Compagnoni, italijanska alpska smučarka
- 7. junij - Mike Modano, ameriški hokejist
- 8. julij - Beck, ameriški glasbenik
- 23. julij - Franc Breznik, slovenski politik, ekonomist in veteran vojne za Slovenijo
- 1. avgust - Elon Lindenstrauss, izraelski matematik
- 6. avgust - M. Night Shyamalan, indijsko-ameriški filmski režiser
- 20. avgust - John Carmack, ameriški programer in razvijalec video iger
- 25. avgust - Claudia Schiffer, nemški fotomodel
- 31. avgust – Debbie Gibson, ameriška igralka
- 3. september - Stanislav Konstantinovič Smirnov, ruski matematik
- 8. oktober - Matt Damon, ameriški igralec
- 18. oktober - Alex Barros, brazilski motociklistični dirkač
- 26. oktober - Takanobu Okabe, japonski smučarski skakalec
- 29. oktober - Edwin van der Sar, nizozemski nogometaš
- 13. november - Andrej Karoli, slovenski radijski voditelj
- 8. december - Alen Jelen, slovenski režiser in dramaturg
- 9. december - Vitja Avsec, slovenski skladatelj, glasbeni pedagog in harmonikar
- 17. december - Stella Tennant, britanska manekenka (* 2020)
- 18. december - DMX, ameriški raper in igralec († 2021)
- 30. december - Ināra Mūrniece, latvijska političarka in novinarka

## Smrti
- 5. januar - Max Born, nemško-britanski matematik, fizik, nobelovec 1954 (* 1882)
- 10. januar - Pavel Ivanovič Beljajev, ruski vojaški pilot, kozmonavt in častnik (* 1925)
- 14. januar - Vilim Srećko Feller, hrvaško-ameriški matematik (* 1906)
- 2. februar - Bertrand Russell, angleški matematik in filozof, nobelovec (* 1872)
- 16. februar - Francis Peyton Rous, ameriški patolog in virolog, nobelovec (* 1879)
- 11. marec - Kurt Feldt, nemški general (* 1887)
- 30. marec - Heinrich Brüning, nemški politik (* 1885)
- 31. marec - Semjon Konstantinovič Timošenko, ukrajinski general (* 1895)
- 26. april - John Knittel, švicarski pisatelj (* 1874)
- 12. maj - Nelly Sachs, nemška pisateljica in pesnica, nobelovka (* 1891)
- 22. maj - Gojmir Anton Kos, slovenski slikar in akademik (* 1896)
- 1. junij - Pedro Eugenio Aramburu, argentinski general (* 1903)
- 2. junij - Bruce McLaren, novozelandski dirkač (* 1937)
- 8. junij - Abraham Maslow, ameriški psiholog (* 1908)
- 14. junij - Roman Ingarden, poljski filozof (* 1893)
- 16. junij - Sydney Chapman, britanski matematik in geofizik (* 1888)
- 21. junij - Sukarno, indonezijski politik (* 1901)
- 13. julij - Leslie Richard Groves, ameriški general in inženir (* 1896)
- 27. julij - António de Oliveira Salazar, portugalski diktator (* 1889)
- 1. avgust - Otto Heinrich Warburg, nemški fiziolog, nobelovec (* 1893)
- 1. september - François Mauriac, francoski pisatelj, nobelovec (* 1885)
- 14. september - Rudolf Carnap, nemški filozof (* 1891)
- 17. september - France Bevk, slovenski pisatelj (* 1890)
- 18. september - Jimi Hendrix, ameriški glasbenik (* 1942)
- 23. september - Veno Pilon, slovenski slikar, grafik, fotograf (* 1896)
- 25. september - Erich Maria Remarque, nemški pisatelj (* 1898)
- 28. september - Gamal Abdel Naser, egiptovski politik in častnik (* 1918)
- 4. oktober - Janis Joplin, ameriška pevka (* 1942)
- 10. oktober - Édouard Daladier, francoski politik (* 1884)
- 2. november - Abraham Samojlovič Bezikovič, ruski matematik (* 1891)
- 3. november - Peter II. Karađorđević, jugoslovanski kralj (* 1923)
- 9. november - Charles de Gaulle, francoski general in politik (* 1890)
- 21. november - Čandrasekara Venkata Raman, indijski fizik, nobelovec (* 1888)
- 8. december - Abraham Izakovič Alihanov, ruski fizik (* 1904)
- 9. december - Artem Mikojan, armenski letalski konstruktor (* 1905)

## Nobelove nagrade
- Fizika - Hannes Alfvén, Louis Eugène Félix Néel
- Kemija - Luis Federico Leloir
- Fiziologija ali medicina - Bernard Katz, Ulf von Euler, Julius Axelrod
- Književnost - Aleksander Solženicin
- Mir - Norman E. Borlaug
- Ekonomija - Paul Samuelson